# Euselasia amphidecta
Euselasia amphidecta is een vlindersoort uit de familie van de prachtvlinders (Riodinidae), onderfamilie Euselasiinae.
Euselasia amphidecta werd in 1878 beschreven door Godman & Salvin.